# بلوط صبغي
البلوط الصبغي أو البلوط الحلبي أو ملول أو بلوط نوع نباتي شجري من جنس السنديان من الفصيلة البلوطية.

## الموئل والانتشار
ينتشر هذا النوع في المشرق العربي وتركيا واليونان.

## معرض صور

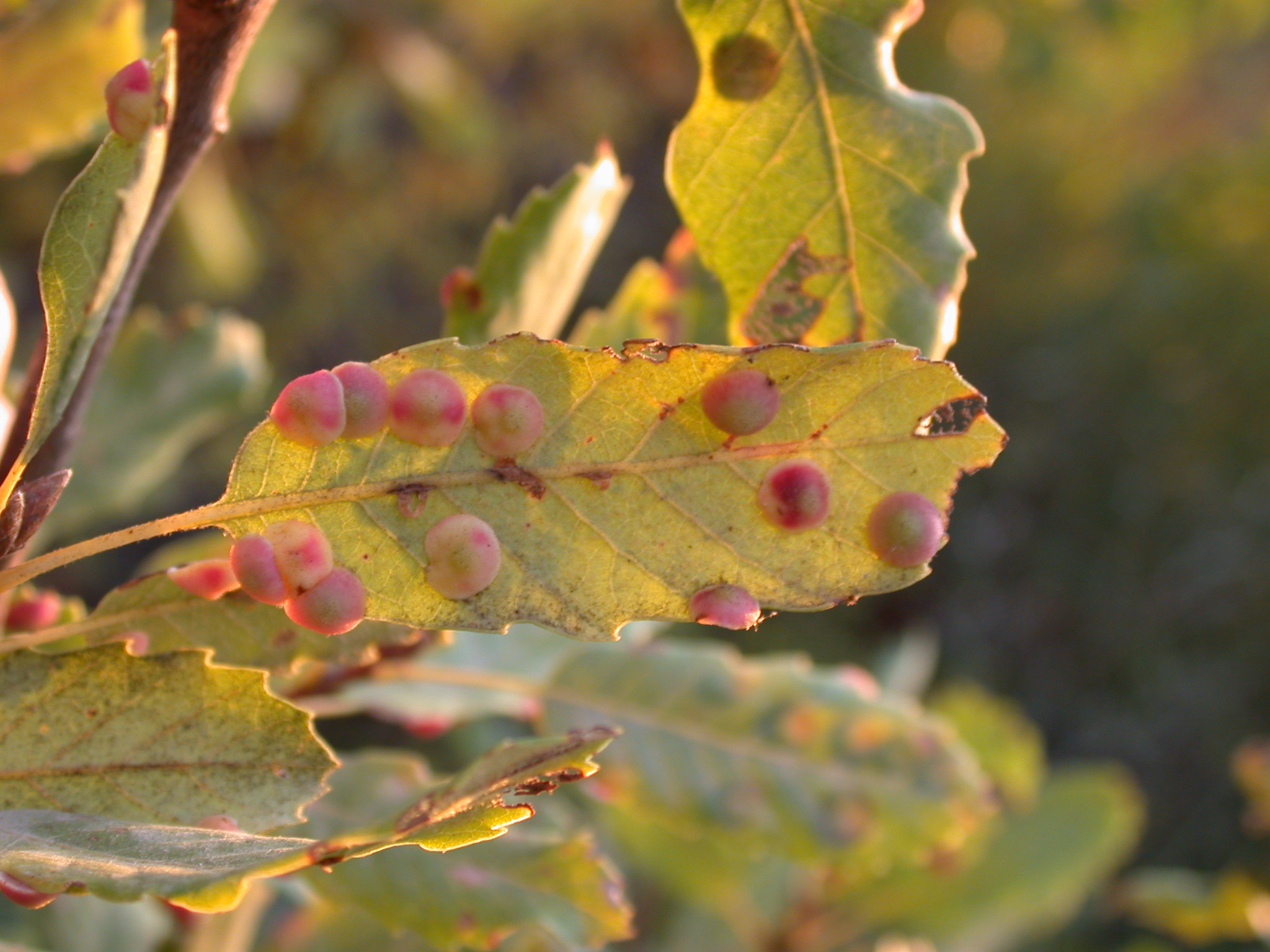
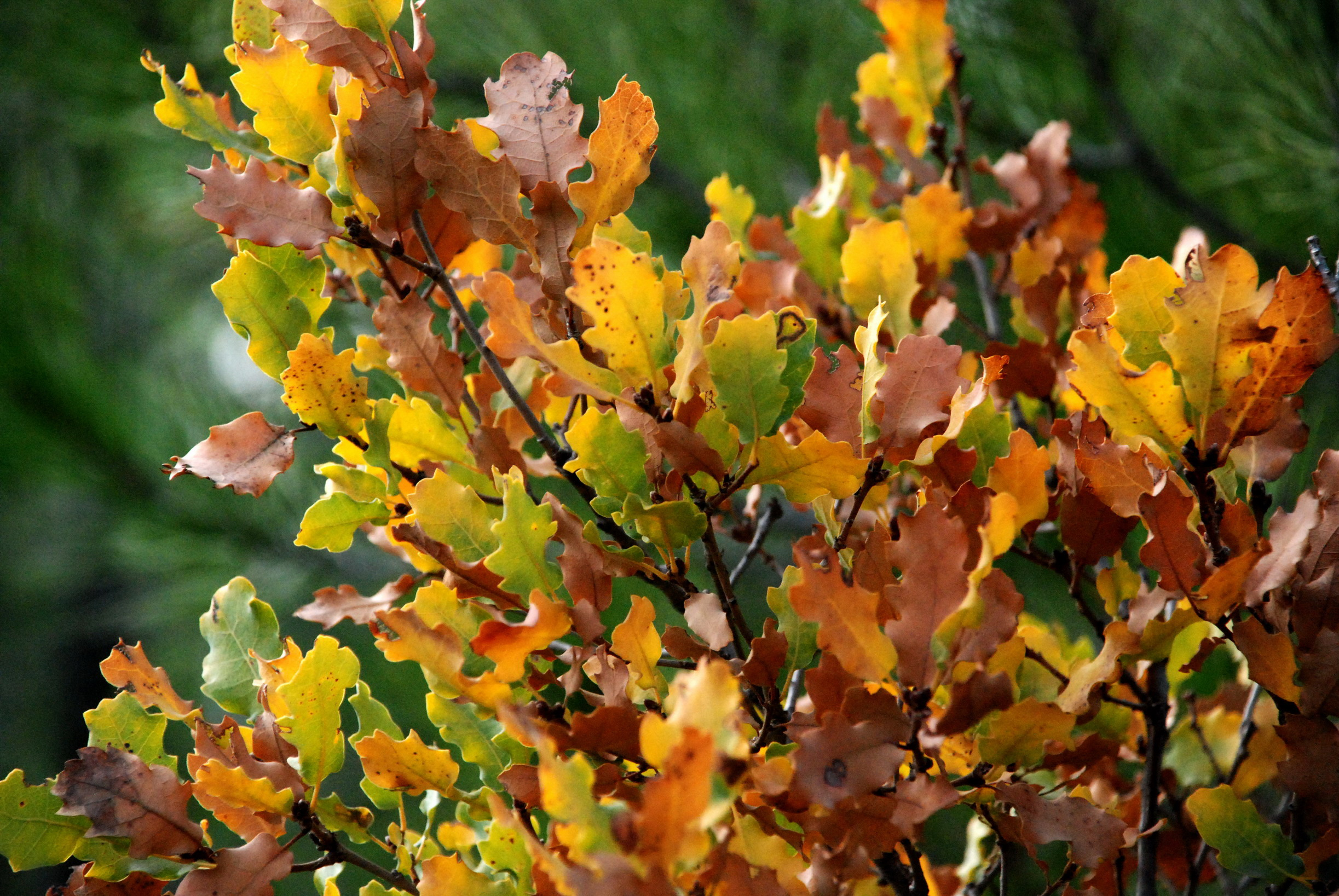
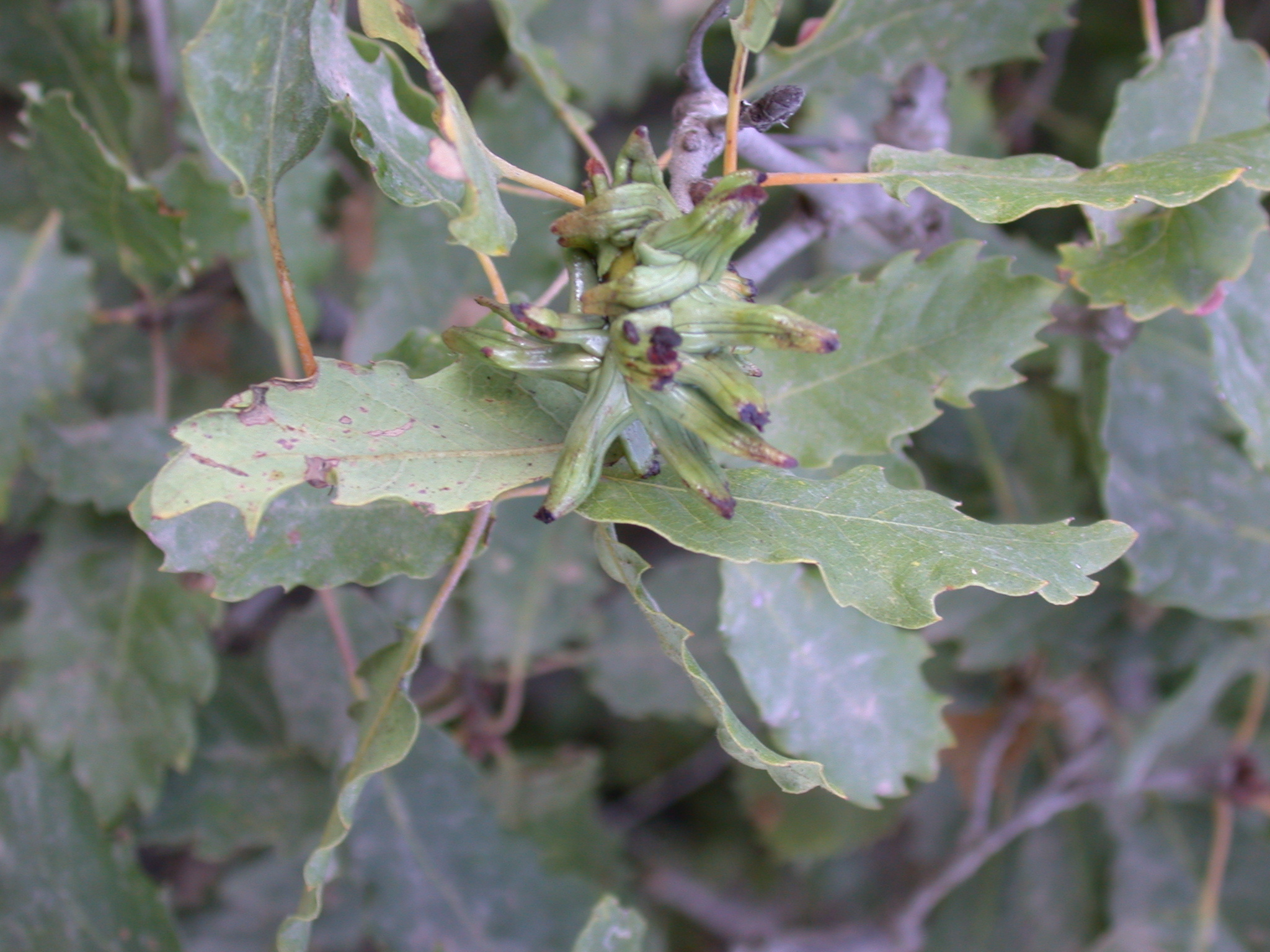
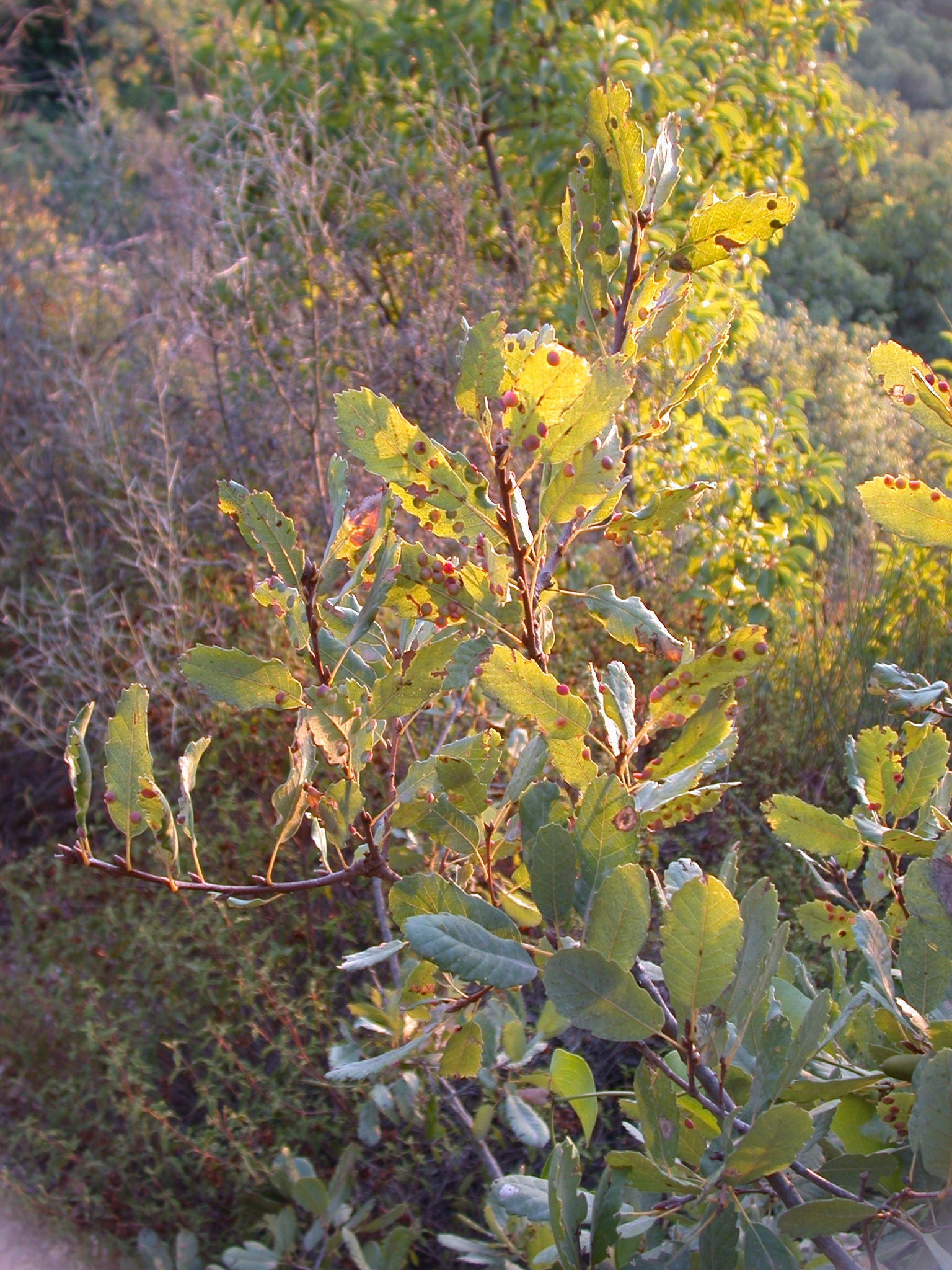